# Uzovské Pekľany
Uzovské Pekľany és un poble i municipi d'Eslovàquia. Es troba a la regió de Prešov, al nord del país.

## Història
La primera referència escrita de la vila data del 1337.

## Demografia
| Godina             | 1994 | 2004   | 2014   | 2024    |
| ------------------ | ---- | ------ | ------ | ------- |
| Nombre de persones | 371  | 375    | 406    | 480     |
| Diferència         |      | +1,07% | +8,26% | +18,22% |

| Godina             | 2023 | 2024   |
| ------------------ | ---- | ------ |
| Nombre de persones | 468  | 480    |
| Diferència         |      | +2,56% |